# Kreuzungsbauwerk Oberzwehren
Das Kreuzungsbauwerk Oberzwehren ist ein Eisenbahn-Überwerfungsbauwerk in Kassel. Es liegt im Kasseler Stadtteil Oberzwehren und trägt daher seinen Namen. Auf dem Bauwerk überquert die vom Bahnhof Kassel-Wilhelmshöhe kommende Main-Weser-Bahn die in einem 1152 m langen Tunnel liegende Schnellfahrstrecke Hannover–Würzburg in südöstlicher Richtung.
Im nördlichen Teil des Kreuzungsbauwerks liegt der Haltepunkt Oberzwehren der Main-Weser-Bahn, der von Regionalbahnen, RegioTrams und Zügen der Cantus Verkehrsgesellschaft bedient wird.

## Verlauf
Nördlich des Bauwerks verlaufen die beiden Gleise der Neubaustrecke mittig zwischen den beiden außen liegenden Gleisen der Main-Weser-Bahn. Eine Reihe von Weichen verbinden die vier Gleise.
Auf dem Bauwerk fällt, in südlicher Richtung, die Gradiente der Neubaustrecke ab, während die der Main-Weser-Bahn zunächst ansteigt. Anschließend werden die beiden Gleise der Main-Weser-Bahn zusammengeführt. Daran schließt sich der Haltepunkt Oberzwehren an. Im weiteren Verlauf schwenkt deren Trasse von der in südlicher Richtung verlaufenden Neubaustrecke nach Osten ab.
Am südlichen Rand des Bauwerks unterquert die Neubaustrecke, noch im Tunnel, die Bundesautobahn 49. Die Main-Weser-Bahn unterquert die Fernstraße unmittelbar östlich davon in offener Streckenführung.
Beiden Portalen des 1152 m langen Tunnels sind Trogbauwerke vorgelagert.
Das Bauwerk liegt zwischen den Streckenkilometern 148,335 und 149,480. Die zulässige Geschwindigkeit im Bereich des Bauwerks liegt bei 170 km/h (Regelgleis Richtung Hannover) bzw. 180 km/h (Regelgleis Richtung Würzburg).
Bei 51° 16′ 14,2″ N, 9° 27′ 15,5″ O und 51° 16′ 34″ N, 9° 27′ 11,9″ O befinden sich die beiden Notausgänge des Tunnels.

## Geschichte

### Hintergrund
Vor Errichtung des Bauwerks verlief die Main-Weser-Bahn auf einem etwa 20 m hohen Damm, der von 20 m hohen Pappeln beidseits gesäumt wurde.
Im Rahmen der Baumaßnahmen wurden die Pappeln gefällt, der Damm um etwa 3 m abgesenkt und Schallschutzwände errichtet. Im Stadtteil Oberzwehren entstanden 2 bis 10 m hohe Schallschutzdämme, westlich des Keilsbergs in einem 5 bis 10 m tiefen Einschnitt.

### Planung
Nach dem Planungsstand von 1983 war im Bereich des Wohngebietes von Oberzwehren ein 60 m breiter und bis zu 17 m hoher Damm geplant.
Nachdem Einwender im Rahmen des Planfeststellungsverfahrens eine Verschlechterung der lokalklimatischen Verhältnisse (durch eine Beeinträchtigungen der Kaltluftbewegung durch das geplante Dammbauwerk) in Kassel befürchteten, wurde der Deutsche Wetterdienst mit einem Gutachten beauftragt, das 1984 vorgelegt wurde. Es empfahl eine Bepflanzung der Bahndämme und Veränderungen an zwei Abschnitten.
1984 wurde der Tunnel mit einer Länge von 1147 m und Kosten von 69,7 Millionen DM geplant.

### Bau
Der erste Spatenstich erfolgte im Oktober 1988. Er markierte den Baubeginn für die letzte Großbaumaßnahme im Zuge der Neubaustrecke. Während der Bauzeit wurden rund 240.000 m³ Boden ausgehoben sowie 72.000 m³ Beton verbaut. Im Zuge der Baumaßnahme wurden auch zwei Fußgängerbrücken errichtet.
Die Bauzeit wurde 1988 mit 34 Monaten kalkuliert. Die geplante Investitionssumme (Stand: 1988) betrug 55 Millionen D-Mark. Das Kreuzungsbauwerk wurde 1991 vollständig in Betrieb genommen.